# 里瓦特哈达
里瓦特哈达，是西班牙马德里自治区的一个市镇。总面积32平方公里，总人口373人（2001年），人口密度12人/平方公里。